# André de Rosiers
André de Rosiers fou un compositor francès del segle xvii.
Fou autor de nombroses composicions a quatre parts per a instruments d'arc publicades entre 1634 i 1672.
Podria ser familiar del violinista de la mateixa època Carl Rosiers.